# Brachythecium dicranoides
Brachythecium dicranoides är en bladmossart som beskrevs av C. Müller 1898. Brachythecium dicranoides ingår i släktet gräsmossor, och familjen Brachytheciaceae. Inga underarter finns listade i Catalogue of Life.